# WTA Tour 2009
WTA Tour 2009 – sezon profesjonalnych kobiecych turniejów tenisowych organizowanych przez Women’s Tennis Association w 2009 roku. WTA Tour 2009 obejmuje turnieje wielkoszlemowe (organizowane przez International Tennis Federation), turnieje rangi Premier Series, turnieje rangi International Series, Puchar Federacji (organizowane przez ITF), zawody Commonwealth Bank Tournament of Champions oraz mistrzostwa WTA Tour Championships.

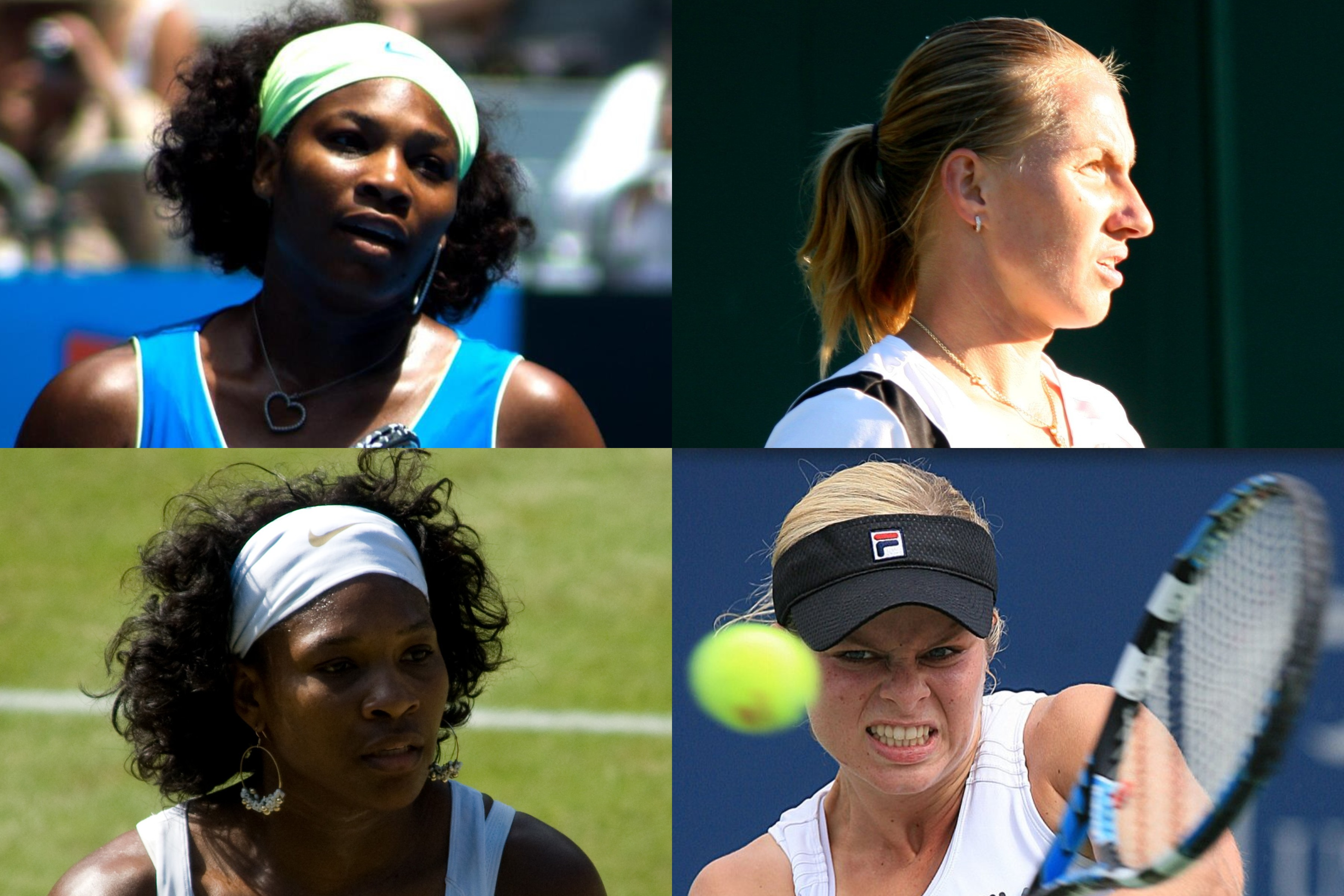
Zwyciężczynie turniejów wielkoszlemowych 2009 w singlu: Australian Open oraz Wimbledonu Amerykanka Serena Williams (po lewej stronie), French Open Rosjanka Swietłana Kuzniecowa (górny prawy róg) i US Open Belgijka Kim Clijsters (dolny prawy róg).

## Klasyfikacja turniejów
| Wielki Szlem         |
| Turniej Mistrzyń     |
| Premier Series       |
| International Series |

## Styczeń
| Data        | Turniej                                                   | Zwyciężczynie                  | Wynik              | Finalistki                            | Półfinalistki                        | Ćwierćfinalistki                                               |
| ----------- | --------------------------------------------------------- | ------------------------------ | ------------------ | ------------------------------------- | ------------------------------------ | -------------------------------------------------------------- |
| 5 stycznia  | Brisbane International Brisbane International Series      | Wiktoryja Azaranka             | 6:3, 6:1           | Marion Bartoli                        | Amélie Mauresmo Sara Errani          | Ana Ivanović Tathiana Garbin Wolha Hawarcowa Lucie Šafářová    |
| 5 stycznia  | Brisbane International Brisbane International Series      | Anna-Lena Grönefeld Vania King | 3:6, 7:5, 10:5     | Klaudia Jans Alicja Rosolska          | Amélie Mauresmo Sara Errani          | Ana Ivanović Tathiana Garbin Wolha Hawarcowa Lucie Šafářová    |
| 5 stycznia  | ASB Classic Auckland International Series                 | Jelena Diemientjewa            | 6:4, 6:1           | Jelena Wiesnina                       | Aravane Rezaï Anne Keothavong        | Szachar Pe’er Edina Gallovits Ayumi Morita Caroline Wozniacki  |
| 5 stycznia  | ASB Classic Auckland International Series                 | Nathalie Dechy Mara Santangelo | 4:6, 7:6(3), 12:10 | N. Llagostera Vives A. Parra Santonja | Aravane Rezaï Anne Keothavong        | Szachar Pe’er Edina Gallovits Ayumi Morita Caroline Wozniacki  |
| 11 stycznia | Medibank International Sydney Premier Series              | Jelena Diemientjewa            | 6:3, 2:6, 6:1      | Dinara Safina                         | Serena Williams Ai Sugiyama          | A. Radwańska S. Kuzniecowa Alizé Cornet Caroline Wozniacki     |
| 11 stycznia | Medibank International Sydney Premier Series              | Hsieh Su-wei Peng Shuai        | 6:0, 6:1           | Nathalie Dechy Casey Dellacqua        | Serena Williams Ai Sugiyama          | A. Radwańska S. Kuzniecowa Alizé Cornet Caroline Wozniacki     |
| 11 stycznia | Moorilla Hobart International Hobart International Series | Petra Kvitová                  | 7:5, 6:1           | Iveta Benešová                        | M. Rybáriková Virginie Razzano       | Melinda Czink Gisela Dulko Cwetana Pironkowa A. Pawluczenkowa  |
| 11 stycznia | Moorilla Hobart International Hobart International Series | Gisela Dulko Flavia Pennetta   | 6:2, 7:6           | A. Bondarenko K. Bondarenko           | M. Rybáriková Virginie Razzano       | Melinda Czink Gisela Dulko Cwetana Pironkowa A. Pawluczenkowa  |
| 18 stycznia | Australian Open Melbourne Wielki Szlem                    | Serena Williams                | 6:0, 6:3           | Dinara Safina                         | Wiera Zwonariowa Jelena Diemientjewa | Marion Bartoli Jelena Dokić Carla Suárez Navarro S. Kuzniecowa |
| 18 stycznia | Australian Open Melbourne Wielki Szlem                    | Serena Williams Venus Williams | 6:3, 6:3           | Daniela Hantuchová Ai Sugiyama        | Wiera Zwonariowa Jelena Diemientjewa | Marion Bartoli Jelena Dokić Carla Suárez Navarro S. Kuzniecowa |

## Luty
| Data      | Turniej                                                                                     | Zwyciężczynie                              | Wynik            | Finalistki                            | Półfinalistki                        | Ćwierćfinalistki                                                          |
| --------- | ------------------------------------------------------------------------------------------- | ------------------------------------------ | ---------------- | ------------------------------------- | ------------------------------------ | ------------------------------------------------------------------------- |
| 9 lutego  | Open GDF Suez Paryż Premier Series                                                          | Amélie Mauresmo                            | 7:6(7), 2:6, 6:4 | Jelena Diemientjewa                   | Serena Williams Jelena Janković      | Émilie Loit Nathalie Dechy A. Radwańska Alizé Cornet                      |
| 9 lutego  | Open GDF Suez Paryż Premier Series                                                          | Cara Black Liezel Huber                    | 6:4, 3:6, 10:4   | Květa Peschke Lisa Raymond            | Serena Williams Jelena Janković      | Émilie Loit Nathalie Dechy A. Radwańska Alizé Cornet                      |
| 9 lutego  | Pattaya Women’s Open Pattaya International Series                                           | Wiera Zwonariowa                           | 7:5, 6:1         | Sania Mirza                           | Szachar Pe’er M. Rybáriková          | Peng Shuai Wiera Duszewina Tamarine Tanasugarn Caroline Wozniacki         |
| 9 lutego  | Pattaya Women’s Open Pattaya International Series                                           | J. Szwiedowa T. Tanasugarn                 | 6:3, 6:2         | Julija Bejhelzimer Witalija Djaczenko | Szachar Pe’er M. Rybáriková          | Peng Shuai Wiera Duszewina Tamarine Tanasugarn Caroline Wozniacki         |
| 16 lutego | Barclays Dubai Tennis Championships Dubaj Premier Series                                    | Venus Williams                             | 6:4, 6:2         | Virginie Razzano                      | Serena Williams Kaia Kanepi          | Ana Ivanović Jelena Diemientjewa Jelena Wiesnina Wiera Zwonariowa         |
| 16 lutego | Barclays Dubai Tennis Championships Dubaj Premier Series                                    | Cara Black Liezel Huber                    | 6:3, 6:3         | Marija Kirilenko A. Radwańska         | Serena Williams Kaia Kanepi          | Ana Ivanović Jelena Diemientjewa Jelena Wiesnina Wiera Zwonariowa         |
| 16 lutego | Regions Morgan Keegan Championships and the Cellular South Cup Memphis International Series | Wiktoryja Azaranka                         | 6:1, 6:3         | Caroline Wozniacki                    | Sabine Lisicki Anne Keothavong       | Michaëlla Krajicek Marina Erakovic Lucie Šafářová Pauline Parmentier      |
| 16 lutego | Regions Morgan Keegan Championships and the Cellular South Cup Memphis International Series | Wiktoryja Azaranka Caroline Wozniacki      | 6:1, 7:6(2)      | Juliana Fedak Michaëlla Krajicek      | Sabine Lisicki Anne Keothavong       | Michaëlla Krajicek Marina Erakovic Lucie Šafářová Pauline Parmentier      |
| 16 lutego | Copa Colsanitas Santander Bogota International Series                                       | M. J. Martínez Sánchez                     | 6:3, 6:2         | Gisela Dulko                          | Edina Gallovits Patricia Mayr        | Rossana de los Ríos Katalin Marosi A. Parra Santonja Carla Suárez Navarro |
| 16 lutego | Copa Colsanitas Santander Bogota International Series                                       | N. Llagostera Vives M. J. Martínez Sánchez | 7:4, 3:6, 10:7   | Gisela Dulko Flavia Pennetta          | Edina Gallovits Patricia Mayr        | Rossana de los Ríos Katalin Marosi A. Parra Santonja Carla Suárez Navarro |
| 23 lutego | Albierto Mexicano TELCEL Acapulco International Series                                      | Venus Williams                             | 6:1, 6:2         | Flavia Pennetta                       | B. Záhlavová-Strýcová Iveta Benešová | Ágnes Szávay Maret Ani Mathilde Johansson Petra Cetkovská                 |
| 23 lutego | Albierto Mexicano TELCEL Acapulco International Series                                      | N. Llagostera Vives M.J.M. Sánchez         | 6:4, 6:2         | L. Domínguez Lino A. Parra Santonja   | B. Záhlavová-Strýcová Iveta Benešová | Ágnes Szávay Maret Ani Mathilde Johansson Petra Cetkovská                 |

## Marzec
| Data     | Turniej                                       | Zwyciężczynie                       | Wynik          | Finalistki                           | Półfinalistki                       | Ćwierćfinalistki                                             |
| -------- | --------------------------------------------- | ----------------------------------- | -------------- | ------------------------------------ | ----------------------------------- | ------------------------------------------------------------ |
| 2 marca  | Monterrey Open Monterrey International Series | Marion Bartoli                      | 6:4, 6:3       | Li Na                                | Iveta Benešová Zheng Jie            | Lucie Šafářová B. Záhlavová-Strýcová Gisela Dulko Vania King |
| 2 marca  | Monterrey Open Monterrey International Series | Nathalie Dechy Mara Santangelo      | 6:3, 6:4       | Iveta Benešová B. Záhlavová-Strýcová | Iveta Benešová Zheng Jie            | Lucie Šafářová B. Záhlavová-Strýcová Gisela Dulko Vania King |
| 11 marca | Pacific Life Open Indian Wells Premier Series | Wiera Zwonariowa                    | 7:6(5), 6:2    | Ana Ivanović                         | Wiktoryja Azaranka A. Pawluczenkowa | Dinara Safina Caroline Wozniacki Sybille Bammer A. Radwańska |
| 11 marca | Pacific Life Open Indian Wells Premier Series | Wiktoryja Azaranka Wiera Zwonariowa | 6:4, 3:6, 10:5 | Gisela Dulko Szachar Pe’er           | Wiktoryja Azaranka A. Pawluczenkowa | Dinara Safina Caroline Wozniacki Sybille Bammer A. Radwańska |
| 23 marca | Sony Ericsson Open Miami Premier Series       | Wiktoryja Azaranka                  | 6:3, 6:1       | Serena Williams                      | Venus Williams S. Kuzniecowa        | Li Na Iveta Benešová Caroline Wozniacki Samantha Stosur      |
| 23 marca | Sony Ericsson Open Miami Premier Series       | S. Kuzniecowa Amélie Mauresmo       | 4:6, 6:3, 10:3 | Květa Peschke Lisa Raymond           | Venus Williams S. Kuzniecowa        | Li Na Iveta Benešová Caroline Wozniacki Samantha Stosur      |

## Kwiecień
| Data        | Turniej                                                           | Zwyciężczynie                           | Wynik              | Finalistki                       | Półfinalistki                            | Ćwierćfinalistki                                                     |
| ----------- | ----------------------------------------------------------------- | --------------------------------------- | ------------------ | -------------------------------- | ---------------------------------------- | -------------------------------------------------------------------- |
| 6 kwietnia  | MPS Group Championships Ponte Beach International Series          | Caroline Wozniacki                      | 6:1, 6:2           | Aleksandra Wozniak               | Nadieżda Pietrowa Jelena Wiesnina        | Alona Bondarenko Tamira Paszek Dominika Cibulková Daniela Hantuchová |
| 6 kwietnia  | MPS Group Championships Ponte Beach International Series          | Chuang Chia-jung Sania Mirza            | 6:3, 4:6 (10:7)    | Květa Peschke Lisa Raymond       | Nadieżda Pietrowa Jelena Wiesnina        | Alona Bondarenko Tamira Paszek Dominika Cibulková Daniela Hantuchová |
| 6 kwietnia  | Andalucia Tennis Experience Marbella International Series         | Jelena Janković                         | 6:3, 3:6, 6:3      | C. Suárez Navarro                | Sorana Cîrstea Anabel Medina Garrigues   | Klára Zakopalová Kaia Kanepi Sara Errani Roberta Vinci               |
| 6 kwietnia  | Andalucia Tennis Experience Marbella International Series         | Klaudia Jans Alicja Rosolska            | 6:3, 6:3           | A. M. Garrigues V. Ruano Pascual | Sorana Cîrstea Anabel Medina Garrigues   | Klára Zakopalová Kaia Kanepi Sara Errani Roberta Vinci               |
| 13 kwietnia | Family Circle Cup Charleston Premier Series                       | Sabine Lisicki                          | 6:2, 6:4           | Caroline Wozniacki               | Jelena Diemientjewa Marion Bartoli       | Dominika Cibulková Virginie Razzano Melinda Czink Jelena Wiesnina    |
| 13 kwietnia | Family Circle Cup Charleston Premier Series                       | Bethanie Mattek-Sands Nadieżda Pietrowa | 6:7(5), 6:2 (11:9) | Patty Schnyder Līga Dekmeijere   | Jelena Diemientjewa Marion Bartoli       | Dominika Cibulková Virginie Razzano Melinda Czink Jelena Wiesnina    |
| 13 kwietnia | Barcelona Ladies Open Barcelona International Series              | Roberta Vinci                           | 6:0, 6:4           | Marija Kirilenko                 | Carla Suárez Navarro Francesca Schiavone | Tatjana Malek M. J. M. Sánchez Lucie Šafářová Anastasija Jakimawa    |
| 13 kwietnia | Barcelona Ladies Open Barcelona International Series              | Nuria Llagostera Vives M. J. M. Sánchez | 3:6, 6:2 (10:8)    | Sorana Cîrstea Andreja Klepač    | Carla Suárez Navarro Francesca Schiavone | Tatjana Malek M. J. M. Sánchez Lucie Šafářová Anastasija Jakimawa    |
| 27 kwietnia | Porsche Tennis Grand Prix Stuttgart Premier Series                | Swietłana Kuzniecowa                    | 6:4, 6:3           | Dinara Safina                    | Flavia Pennetta Jelena Diemientjewa      | A. Radwańska Gisela Dulko Jelena Janković Marion Bartoli             |
| 27 kwietnia | Porsche Tennis Grand Prix Stuttgart Premier Series                | B. Mattek-Sands Nadieżda Pietrowa       | 5:7, 6:3 (10:7)    | Gisela Dulko Flavia Pennetta     | Flavia Pennetta Jelena Diemientjewa      | A. Radwańska Gisela Dulko Jelena Janković Marion Bartoli             |
| 27 kwietnia | Grand Prix SAR La Princesse Lalla Meryem Fez International Series | Anabel Medina Garrigues                 | 6:0, 6:1           | Jekatierina Makarowa             | Melinda Czink Alisa Klejbanowa           | L. Domínguez Lino Lucie Hradecká Marta Domachowska Polona Hercog     |
| 27 kwietnia | Grand Prix SAR La Princesse Lalla Meryem Fez International Series | Alisa Klejbanowa J. Makarowa            | 6:3, 2:6 (10:8)    | Sorana Cîrstea Marija Kirilenko  | Melinda Czink Alisa Klejbanowa           | L. Domínguez Lino Lucie Hradecká Marta Domachowska Polona Hercog     |

## Maj
| Data    | Turniej                                                     | Zwyciężczynie                     | Wynik            | Finalistki                         | Półfinalistki                      | Ćwierćfinalistki                                                   |
| ------- | ----------------------------------------------------------- | --------------------------------- | ---------------- | ---------------------------------- | ---------------------------------- | ------------------------------------------------------------------ |
| 4 maja  | Internazionali BNL d’Italia Rzym Premier Series             | Dinara Safina                     | 6:3, 6:2         | S. Kuzniecowa                      | Wiktoryja Azaranka Venus Williams  | Jelena Janković Kaia Kanepi María J. M. Sánchez A. Radwańska       |
| 4 maja  | Internazionali BNL d’Italia Rzym Premier Series             | Hsieh Su-wei Peng Shuai           | 7:5, 7:6(5)      | Daniela Hantuchová Ai Sugiyama     | Wiktoryja Azaranka Venus Williams  | Jelena Janković Kaia Kanepi María J. M. Sánchez A. Radwańska       |
| 4 maja  | Estoril Open Estoril International Series                   | Yanina Wickmayer                  | 7:5, 6:2         | Jekatierina Makarowa               | Szachar Pe’er A.-L. Grönefeld      | Jarmila Groth Sorana Cîrstea Sabine Lisicki Marija Kirilenko       |
| 4 maja  | Estoril Open Estoril International Series                   | Raquel Kops-Jones Abigail Spears  | 2:6, 6:3, 10:5   | Sharon Fichman Katalin Marosi      | Szachar Pe’er A.-L. Grönefeld      | Jarmila Groth Sorana Cîrstea Sabine Lisicki Marija Kirilenko       |
| 11 maja | Mutua Madrileña Madrid Open Madryt Premier Series           | Dinara Safina                     | 6:2, 6:4         | Caroline Wozniacki                 | Patty Schnyder Amélie Mauresmo     | Alona Bondarenko Jelena Janković Ágnes Szávay Wiera Duszewina      |
| 11 maja | Mutua Madrileña Madrid Open Madryt Premier Series           | Cara Black Liezel Huber           | 4:6, 6:3, 10:6   | Květa Peschke Lisa Raymond         | Patty Schnyder Amélie Mauresmo     | Alona Bondarenko Jelena Janković Ágnes Szávay Wiera Duszewina      |
| 18 maja | Warsaw Open Warszawa Premier Series                         | Alexandra Dulgheru                | 7:6(6), 3:6, 6:0 | Alona Bondarenko                   | Anne Keothavong Daniela Hantuchová | Marija Szarapowa Raluca Olaru Galina Woskobojewa Klára Zakopalová  |
| 18 maja | Warsaw Open Warszawa Premier Series                         | Raquel Kops-Jones B. Mattek-Sands | 6:1, 6:1         | Zheng Jie Yan Zi                   | Anne Keothavong Daniela Hantuchová | Marija Szarapowa Raluca Olaru Galina Woskobojewa Klára Zakopalová  |
| 18 maja | Internationaux de Strasbourg Strasburg International Series | Aravane Rezaï                     | 7:6(2), 6:1      | Lucie Hradecká                     | Ayumi Morita Wiktorija Kutuzowa    | Kristina Barrois Peng Shuai S. Cohen-Aloro Monica Niculescu        |
| 18 maja | Internationaux de Strasbourg Strasburg International Series | Nathalie Dechy Mara Santangelo    | 6:0, 6:1         | Claire Feuerstein Stéphanie Foretz | Ayumi Morita Wiktorija Kutuzowa    | Kristina Barrois Peng Shuai S. Cohen-Aloro Monica Niculescu        |
| 24 maja | Roland Garros Paryż Wielki Szlem                            | Swietłana Kuzniecowa              | 6:4, 6:2         | Dinara Safina                      | Dominika Cibulková Samantha Stosur | Wiktoryja Azaranka Marija Szarapowa Sorana Cîrstea Serena Williams |
| 24 maja | Roland Garros Paryż Wielki Szlem                            | A. M. Garrigues V. R. Pascual     | 6:1, 6:1         | Wiktoryja Azaranka Jelena Wiesnina | Dominika Cibulková Samantha Stosur | Wiktoryja Azaranka Marija Szarapowa Sorana Cîrstea Serena Williams |

## Czerwiec
| Data       | Turniej                                        | Zwyciężczynie                  | Wynik           | Finalistki                          | Półfinalistki                     | Ćwierćfinalistki                                                    |
| ---------- | ---------------------------------------------- | ------------------------------ | --------------- | ----------------------------------- | --------------------------------- | ------------------------------------------------------------------- |
| 8 czerwca  | AEGON Classic Birmingham International Series  | M. Rybáriková                  | 6:0, 7:6(2)     | Li Na                               | Sania Mirza Marija Szarapowa      | Urszula Radwańska Melinda Czink Stefanie Vögele Yanina Wickmayer    |
| 8 czerwca  | AEGON Classic Birmingham International Series  | Cara Black Liezel Huber        | 6:1, 6:4        | Raquel Kops-Jones Abigail Spears    | Sania Mirza Marija Szarapowa      | Urszula Radwańska Melinda Czink Stefanie Vögele Yanina Wickmayer    |
| 14 czerwca | Ordina Open Hertogenbosch International Series | T. Tanasugarn                  | 6:3, 7:5        | Yanina Wickmayer                    | Francesca Schiavone Dinara Safina | Daniela Hantuchová Flavia Pennetta Kristina Barrois Wolha Hawarcowa |
| 14 czerwca | Ordina Open Hertogenbosch International Series | Sara Errani Flavia Pennetta    | 6:4, 5:7, 13:11 | Michaëlla Krajicek Yanina Wickmayer | Francesca Schiavone Dinara Safina | Daniela Hantuchová Flavia Pennetta Kristina Barrois Wolha Hawarcowa |
| 15 czerwca | AEGON International Eastbourne Premier Series  | Caroline Wozniacki             | 7:6(5), 7:5     | Virginie Razzano                    | Marion Bartoli Aleksandra Wozniak | A. Radwańska A. M. Garrigues Jekatierina Makarowa Wiera Duszewina   |
| 15 czerwca | AEGON International Eastbourne Premier Series  | A. Amanmuradova Ai Sugiyama    | 6:4, 6:3        | Samantha Stosur Rennae Stubbs       | Marion Bartoli Aleksandra Wozniak | A. Radwańska A. M. Garrigues Jekatierina Makarowa Wiera Duszewina   |
| 22 czerwca | Wimbledon Londyn Wielki Szlem                  | Serena Williams                | 7:6(3), 6:2     | Venus Williams                      | Dinara Safina Jelena Diemientjewa | Sabine Lisicki A. Radwańska Francesca Schiavone Wiktoryja Azaranka  |
| 22 czerwca | Wimbledon Londyn Wielki Szlem                  | Serena Williams Venus Williams | 7:6(4), 6:4     | Samantha Stosur Rennae Stubbs       | Dinara Safina Jelena Diemientjewa | Sabine Lisicki A. Radwańska Francesca Schiavone Wiktoryja Azaranka  |

## Lipiec
| Data     | Turniej                                                                    | Zwyciężczynie                        | Wynik            | Finalistki                           | Półfinalistki                       | Ćwierćfinalistki                                                          |
| -------- | -------------------------------------------------------------------------- | ------------------------------------ | ---------------- | ------------------------------------ | ----------------------------------- | ------------------------------------------------------------------------- |
| 6 lipca  | Gaz de France Budapest Grand Prix Budapeszt International Series           | Ágnes Szávay                         | 2:6, 6:4, 6:2    | Patty Schnyder                       | Alona Bondarenko Edina Gallovits    | Alisa Klejbanowa Petra Martić Timea Bacsinszky Szachar Pe’er              |
| 6 lipca  | Gaz de France Budapest Grand Prix Budapeszt International Series           | Alisa Klejbanowa Monica Niculescu    | 6:4, 7:6(5)      | Alona Bondarenko K. Bondarenko       | Alona Bondarenko Edina Gallovits    | Alisa Klejbanowa Petra Martić Timea Bacsinszky Szachar Pe’er              |
| 6 lipca  | Collector Swedish Open Båstad International Series                         | M. J. M. Sánchez                     | 7:5, 6:4         | Caroline Wozniacki                   | Gisela Dulko Flavia Pennetta        | Marija Kirilenko Ałła Kudriawcewa Carla Suárez Navarro Dominika Cibulková |
| 6 lipca  | Collector Swedish Open Båstad International Series                         | Gisela Dulko Flavia Pennetta         | 6:2, 0:6, 10:5   | N. L. Vives M.J.M. Sánchez           | Gisela Dulko Flavia Pennetta        | Marija Kirilenko Ałła Kudriawcewa Carla Suárez Navarro Dominika Cibulková |
| 13 lipca | Internazionali Femminili di Tennis di Palermo Palermo International Series | Flavia Pennetta                      | 6:1, 6:2         | Sara Errani                          | Tathiana Garbin A.-L. Grönefeld     | Aravane Rezaï Wolha Hawarcowa J. Szwiedowa Patty Schnyder                 |
| 13 lipca | Internazionali Femminili di Tennis di Palermo Palermo International Series | N. L. Vives M.J.M. Sánchez           | 6:1, 6:2         | Marija Korytcewa Darja Kustawa       | Tathiana Garbin A.-L. Grönefeld     | Aravane Rezaï Wolha Hawarcowa J. Szwiedowa Patty Schnyder                 |
| 13 lipca | ECM Prague Open Praga International Series                                 | Sybille Bammer                       | 7:6(4), 6:2      | Francesca Schiavone                  | Timea Bacsinszky Iveta Benešová     | Kateryna Bondarenko Carla Suárez Navarro Zarina Dijas Lucie Hradecká      |
| 13 lipca | ECM Prague Open Praga International Series                                 | Alona Bondarenko Kateryna Bondarenko | 6:1, 6:2         | Iveta Benešová B. Záhlavová-Strýcová | Timea Bacsinszky Iveta Benešová     | Kateryna Bondarenko Carla Suárez Navarro Zarina Dijas Lucie Hradecká      |
| 20 lipca | Banka Koper Slovenia Open Portorož International Series                    | Dinara Safina                        | 6:7(5), 6:1, 7:5 | Sara Errani                          | Alberta Brianti Stefanie Vögele     | Maria Elena Camerin Camille Pin Rossana de los Ríos Petra Martić          |
| 20 lipca | Banka Koper Slovenia Open Portorož International Series                    | Julia Görges Vladimíra Uhlířová      | 6:4, 6:2         | Camille Pin Klára Zakopalová         | Alberta Brianti Stefanie Vögele     | Maria Elena Camerin Camille Pin Rossana de los Ríos Petra Martić          |
| 20 lipca | Gastein Ladies Bad Gastein International Series                            | Andrea Petkovic                      | 6:2, 6:3         | Raluca Olaru                         | Alizé Cornet J. Szwiedowa           | B. Záhlavová-Strýcová M. Rybáriková Anna-Lena Grönefeld Yvonne Meusburger |
| 20 lipca | Gastein Ladies Bad Gastein International Series                            | Andrea Hlaváčková Lucie Hradecká     | 6:2, 6:4         | Tatjana Malek Andrea Petkovic        | Alizé Cornet J. Szwiedowa           | B. Záhlavová-Strýcová M. Rybáriková Anna-Lena Grönefeld Yvonne Meusburger |
| 27 lipca | Bank of the West Classic Stanford Premier Series                           | Marion Bartoli                       | 6:2, 5:7, 6:4    | Venus Williams                       | Samantha Stosur Jelena Diemientjewa | Serena Williams Jelena Janković Daniela Hantuchová Marija Szarapowa       |
| 27 lipca | Bank of the West Classic Stanford Premier Series                           | Serena Williams Venus Williams       | 6:4, 6:1         | Chan Yung-jan Monica Niculescu       | Samantha Stosur Jelena Diemientjewa | Serena Williams Jelena Janković Daniela Hantuchová Marija Szarapowa       |
| 27 lipca | Istanbul Cup Stambuł International Series                                  | Wiera Duszewina                      | 6:0, 6:1         | Lucie Hradecká                       | Timea Bacsinszky Andrea Petkovic    | Urszula Radwańska A. Medina Garrigues Marta Domachowska Wolha Hawarcowa   |
| 27 lipca | Istanbul Cup Stambuł International Series                                  | Lucie Hradecká Renata Voráčová       | 2:6, 6:3, 12:10  | Julia Görges Patty Schnyder          | Timea Bacsinszky Andrea Petkovic    | Urszula Radwańska A. Medina Garrigues Marta Domachowska Wolha Hawarcowa   |

## Sierpień
| Data        | Turniej                                                                  | Zwyciężczynie                        | Wynik          | Finalistki                           | Półfinalistki                      | Ćwierćfinalistki                                                   |
| ----------- | ------------------------------------------------------------------------ | ------------------------------------ | -------------- | ------------------------------------ | ---------------------------------- | ------------------------------------------------------------------ |
| 3 sierpnia  | LA Women’s Tennis Championships p/b Herbalife Los Angeles Premier Series | Flavia Pennetta                      | 6:4, 6:3       | Samantha Stosur                      | Sorana Cîrstea Marija Szarapowa    | Zheng Jie A. Radwańska Urszula Radwańska Wiera Zwonariowa          |
| 3 sierpnia  | LA Women’s Tennis Championships p/b Herbalife Los Angeles Premier Series | Chuang Chia-jung Yan Zi              | 6:0, 4:6, 10:7 | A.Radwańska Marija Kirilenko         | Sorana Cîrstea Marija Szarapowa    | Zheng Jie A. Radwańska Urszula Radwańska Wiera Zwonariowa          |
| 10 sierpnia | W&S Financial Group Women’s Open Cincinnati Premier Series               | Jelena Janković                      | 6:4, 6:2       | Dinara Safina                        | Jelena Diemientjewa Flavia Penetta | Kim Clijsters Daniela Hantuchová Caroline Wozniacki Sybille Bammer |
| 10 sierpnia | W&S Financial Group Women’s Open Cincinnati Premier Series               | Cara Black Liezel Huber              | 6:3, 0:6, 10:2 | N. Llagostera Vives M. J. M. Sánchez | Jelena Diemientjewa Flavia Penetta | Kim Clijsters Daniela Hantuchová Caroline Wozniacki Sybille Bammer |
| 17 sierpnia | Rogers Cup Toronto Premier Series                                        | J. Diemientjewa                      | 6:4, 6:3       | Marija Szarapowa                     | Alisa Klejbanowa Serena Williams   | Jelena Janković A. Radwańska Samantha Stosur Lucie Šafářová        |
| 17 sierpnia | Rogers Cup Toronto Premier Series                                        | N. Llagostera Vives M. J. M. Sánchez | 2:6, 7:5, 11:9 | Samantha Stosur Rennae Stubbs        | Alisa Klejbanowa Serena Williams   | Jelena Janković A. Radwańska Samantha Stosur Lucie Šafářová        |
| 24 sierpnia | Pilot Pen Tennis p/b Schick New Haven Premier Series                     | Caroline Wozniacki                   | 6:2, 6:4       | Jelena Wiesnina                      | Amélie Mauresmo Flavia Pennetta    | S. Kuziencowa Anna Czakwetadze M. Rybáriková Virginie Razzano      |
| 24 sierpnia | Pilot Pen Tennis p/b Schick New Haven Premier Series                     | N. Llagostera Vives M. J. M. Sánchez | 6:2, 7:5       | Iveta Benešová Lucie Hradecká        | Amélie Mauresmo Flavia Pennetta    | S. Kuziencowa Anna Czakwetadze M. Rybáriková Virginie Razzano      |
| 31 sierpnia | US Open Nowy Jork Wielki Szlem                                           | Kim Clijsters                        | 7:5, 6:3       | Caroline Wozniacki                   | Yanina Wickmayer Serena Williams   | Kateryna Bondarenko Melanie Oudin Li Na Flavia Pennetta            |
| 31 sierpnia | US Open Nowy Jork Wielki Szlem                                           | Serena Williams Venus Williams       | 6:2, 6:2       | Cara Black Liezel Huber              | Yanina Wickmayer Serena Williams   | Kateryna Bondarenko Melanie Oudin Li Na Flavia Pennetta            |

## Wrzesień
| Data        | Turniej                                                             | Zwyciężczynie                    | Wynik             | Finalistki                         | Półfinalistki                        | Ćwierćfinalistki                                                  |
| ----------- | ------------------------------------------------------------------- | -------------------------------- | ----------------- | ---------------------------------- | ------------------------------------ | ----------------------------------------------------------------- |
| 14 września | Guangzhou International Women’s Open Guangzhou International Series | Szachar Pe’er                    | 6:3, 6:4          | Alberta Brianti                    | Ayumi Morita Peng Shuai              | A. Sevastova Olha Sawczuk Aleksandra Panowa Chan Yung-jan         |
| 14 września | Guangzhou International Women’s Open Guangzhou International Series | Wolha Hawarcowa Tacciana Puczak  | 6:3, 2:6, 10:8    | Kimiko Date-Krumm Sun Tiantian     | Ayumi Morita Peng Shuai              | A. Sevastova Olha Sawczuk Aleksandra Panowa Chan Yung-jan         |
| 14 września | Bell Challenge Quebec City International Series                     | Melinda Czink                    | 4:6, 6:3, 7:5     | Lucie Šafářová                     | Aleksandra Wozniak Julia Görges      | Nadieżda Pietrowa Ałła Kudriawcewa B. Mattek-Sands Lilia Osterloh |
| 14 września | Bell Challenge Quebec City International Series                     | Vania King B. Záhlavová-Strýcová | 6:1, 6:3          | Sofia Arvidsson Séverine Brémond   | Aleksandra Wozniak Julia Görges      | Nadieżda Pietrowa Ałła Kudriawcewa B. Mattek-Sands Lilia Osterloh |
| 21 września | Hansol Korea Open Seul International Series                         | K. Date Krumm                    | 6:3, 6:3          | A. Medina Garrigues                | Marija Kirilenko Anna-Lena Grönefeld | Daniela Hantuchová Wiera Duszewina Chan Yung-jan M. Rybáriková    |
| 21 września | Hansol Korea Open Seul International Series                         | Chan Yung-jan Abigail Spears     | 6:3, 6:4          | Carly Gullickson Nicole Kriz       | Marija Kirilenko Anna-Lena Grönefeld | Daniela Hantuchová Wiera Duszewina Chan Yung-jan M. Rybáriková    |
| 21 września | Tashkent Open Taszkent International Series                         | Szachar Pe’er                    | 6:3, 6:4          | A. Amanmuradova                    | J. Szwiedowa Wolha Hawarcowa         | Monica Niculescu Stephanie Vögele Darja Kustawa Aleksandra Panowa |
| 21 września | Tashkent Open Taszkent International Series                         | Wolha Hawarcowa Tacciana Puczak  | 6:2, 6(1):7, 10:8 | Witalija Djaczenko K. Dziehalewicz | J. Szwiedowa Wolha Hawarcowa         | Monica Niculescu Stephanie Vögele Darja Kustawa Aleksandra Panowa |
| 28 września | Toray Pan Pacific Open Tokio Premier Series                         | Marija Szarapowa                 | 5:2 i krecz       | Jelena Janković                    | A. Radwańska Li Na                   | Iveta Benešová Wiktoryja Azaranka Marion Bartoli M. Rybáriková    |
| 28 września | Toray Pan Pacific Open Tokio Premier Series                         | Alisa Klejbanowa F. Schiavone    | 6:4, 6:2          | Daniela Hantuchová Ai Sugiyama     | A. Radwańska Li Na                   | Iveta Benešová Wiktoryja Azaranka Marion Bartoli M. Rybáriková    |

## Październik
| Data            | Turniej                                             | Zwyciężczynie                          | Wynik             | Finalistki                            | Półfinalistki                      | Ćwierćfinalistki                                                                                 |
| --------------- | --------------------------------------------------- | -------------------------------------- | ----------------- | ------------------------------------- | ---------------------------------- | ------------------------------------------------------------------------------------------------ |
| 5 października  | China Open Pekin Premier Series                     | S. Kuzniecowa                          | 6:2, 6:4          | A. Radwańska                          | Marion Bartoli Nadieżda Pietrowa   | Peng Shuai A.Pawluczenkowa J. Diemientjewa Wiera Zwonariowa                                      |
| 5 października  | China Open Pekin Premier Series                     | Hsieh Su-wei Peng Shuai                | 6:3, 6:1          | Ałła Kudriawcewa Jekatierina Makarowa | Marion Bartoli Nadieżda Pietrowa   | Peng Shuai A.Pawluczenkowa J. Diemientjewa Wiera Zwonariowa                                      |
| 12 października | Generali Ladies Linz Linz International Series      | Yanina Wickmayer                       | 6:3, 6:4          | Petra Kvitová                         | Flavia Pennetta A. Radwańska       | Raluca Olaru Sara Errani C.Suárez Navarro Lucie Šafářová                                         |
| 12 października | Generali Ladies Linz Linz International Series      | Anna-Lena Grönefeld Katarina Srebotnik | 6:1, 6:4          | Alicja Rosolska Klaudia Jans          | Flavia Pennetta A. Radwańska       | Raluca Olaru Sara Errani C.Suárez Navarro Lucie Šafářová                                         |
| 12 października | HP Open Osaka International Series                  | Samantha Stosur                        | 7:5, 6:1          | Francesca Schiavone                   | Caroline Wozniacki Sania Mirza     | Aleksandra Wozniak Jill Craybas Melinda Czink Marion Bartoli                                     |
| 12 października | HP Open Osaka International Series                  | Chuang Chia-jung Lisa Raymond          | 6:2, 6:4          | Channelle Scheepers Abigail Spears    | Caroline Wozniacki Sania Mirza     | Aleksandra Wozniak Jill Craybas Melinda Czink Marion Bartoli                                     |
| 19 października | Kremlin Cup Moskwa Premier Series                   | Francesca Schiavone                    | 6:3, 6:0          | Wolha Hawarcowa                       | Alona Bondarenko Alisa Klejbanowa  | Cwetana Pironkowa Marija Kirilenko Wiera Duszewina Jelena Janković                               |
| 19 października | Kremlin Cup Moskwa Premier Series                   | Marija Kirilenko Nadieżda Pietrowa     | 6:2, 6:2          | Klára Zakopalová Marija Kondratjewa   | Alona Bondarenko Alisa Klejbanowa  | Cwetana Pironkowa Marija Kirilenko Wiera Duszewina Jelena Janković                               |
| 19 października | BGL Luxembourg Open Luksemburg International Series | Timea Bacsinszky                       | 6:2, 7:5          | Sabine Lisicki                        | Yanina Wickmayer Szachar Pe’er     | Katarina Srebotnik Kirsten Flipkens Daniela Hantuchová Patty Schnyder                            |
| 19 października | BGL Luxembourg Open Luksemburg International Series | Iveta Benešová B. Záhlavová-Strýcová   | 1:6, 6:0, 10:7    | Vladimíra Uhlířová Renata Voráčová    | Yanina Wickmayer Szachar Pe’er     | Katarina Srebotnik Kirsten Flipkens Daniela Hantuchová Patty Schnyder                            |
| 26 października | Sony Ericsson Championships Doha Turniej Mistrzyń   | Serena Williams                        | 6:2, 7:6(4)       | Venus Williams                        | Jelena Janković Caroline Wozniacki | Wiktoryja Azaranka A. Radwańska Dinara Safina Wiera Zwonariowa S. Kuzniecowa Jelena Diemientjewa |
| 26 października | Sony Ericsson Championships Doha Turniej Mistrzyń   | N. Llagostera Vives M.J. M. Sanchez    | 7:6(0), 5:7, 10:7 | Cara Black Liezel Huber               | Jelena Janković Caroline Wozniacki | Wiktoryja Azaranka A. Radwańska Dinara Safina Wiera Zwonariowa S. Kuzniecowa Jelena Diemientjewa |

## Listopad
| Data        | Turniej                                                                                   | Zwyciężczynie               | Wynik      | Finalistki     | Półfinalistki                    | Ćwierćfinalistki |
| ----------- | ----------------------------------------------------------------------------------------- | --------------------------- | ---------- | -------------- | -------------------------------- | --- |
| 2 listopada | Commonwealth Bank Tournament of Champions 2009 Bali Turniej Mistrzyń International Series | Aravane Rezaï               | 7:5, krecz | Marion Bartoli | Kimiko Date-Krumm M.J.M. Sánchez | Szachar Pe’er M. Rybáriková Samantha Stosur Ágnes Szávay Wiera Duszewina A. M. Garrigues Yanina Wickmayer Sabine Lisicki Melinda Czink |
| 2 listopada | Commonwealth Bank Tournament of Champions 2009 Bali Turniej Mistrzyń International Series | gry podwójnej nie rozegrano |            |                | Kimiko Date-Krumm M.J.M. Sánchez | Szachar Pe’er M. Rybáriková Samantha Stosur Ágnes Szávay Wiera Duszewina A. M. Garrigues Yanina Wickmayer Sabine Lisicki Melinda Czink |

## Wygrane turnieje (wraz z Wielkim Szlemem)
Stan na koniec sezonu

### gra pojedyncza – klasyfikacja tenisistek
| Lp. | Wygrane | Tenisistka                  | Państwo           |
| 1   | 3       | Wiktoryja Azaranka          | Białoruś          |
|     | 3       | Dinara Safina               | Rosja             |
|     | 3       | Jelena Diemientjewa         | Rosja             |
|     | 3       | Caroline Wozniacki          | Dania             |
|     | 3       | Swietłana Kuzniecowa        | Rosja             |
|     | 3       | Serena Williams             | Stany Zjednoczone |
| 2   | 2       | Wiera Zwonariowa            | Rosja             |
|     | 2       | Venus Williams              | Stany Zjednoczone |
|     | 2       | María José Martínez Sánchez | Hiszpania         |
|     | 2       | Marion Bartoli              | Francja           |
|     | 2       | Flavia Pennetta             | Włochy            |
|     | 2       | Jelena Janković             | Serbia            |
|     | 2       | Szachar Pe’er               | Izrael            |
|     | 2       | Yanina Wickmayer            | Belgia            |
|     | 2       | Aravane Rezaï               | Francja           |
| 3   | 1       | Petra Kvitová               | Czechy            |
|     | 1       | Amélie Mauresmo             | Francja           |
|     | 1       | Roberta Vinci               | Włochy            |
|     | 1       | Sabine Lisicki              | Niemcy            |
|     | 1       | Anabel Medina Garrigues     | Hiszpania         |
|     | 1       | Alexandra Dulgheru          | Rumunia           |
|     | 1       | Magdaléna Rybáriková        | Słowacja          |
|     | 1       | Tamarine Tanasugarn         | Tajlandia         |
|     | 1       | Ágnes Szávay                | Węgry             |
|     | 1       | Sybille Bammer              | Austria           |
|     | 1       | Andrea Petkovic             | Niemcy            |
|     | 1       | Wiera Duszewina             | Rosja             |
|     | 1       | Kim Clijsters               | Belgia            |
|     | 1       | Melinda Czink               | Węgry             |
|     | 1       | Kimiko Date-Krumm           | Japonia           |
|     | 1       | Marija Szarapowa            | Rosja             |
|     | 1       | Samantha Stosur             | Australia         |
|     | 1       | Francesca Schiavone         | Włochy            |
|     | 1       | Timea Bacsinszky            | Szwajcaria        |

### gra pojedyncza – klasyfikacja państw
| Lp. | Państwo           | Turnieje |
| 1   | Rosja             | 13       |
| 2   | Stany Zjednoczone | 5        |
|     | Francja           | 5        |
| 3   | Włochy            | 4        |
| 4   | Białoruś          | 3        |
|     | Hiszpania         | 3        |
|     | Dania             | 3        |
|     | Belgia            | 3        |
| 5   | Niemcy            | 2        |
|     | Serbia            | 2        |
|     | Węgry             | 2        |
|     | Izrael            | 2        |
| 6   | Czechy            | 1        |
|     | Rumunia           | 1        |
|     | Słowacja          | 1        |
|     | Tajlandia         | 1        |
|     | Austria           | 1        |
|     | Japonia           | 1        |
|     | Australia         | 1        |
|     | Szwajcaria        | 1        |

### gra podwójna – klasyfikacja tenisistek
| Lp. | Wygrane | Tenisistka                  | Państwo           |
| 1   | 7       | María José Martínez Sánchez | Hiszpania         |
|     | 7       | Nuria Llagostera Vives      | Hiszpania         |
| 2   | 5       | Cara Black                  | Zimbabwe          |
|     | 5       | Liezel Huber                | Stany Zjednoczone |
| 3   | 4       | Serena Williams             | Stany Zjednoczone |
|     | 4       | Venus Williams              | Stany Zjednoczone |
| 4   | 3       | Bethanie Mattek-Sands       | Stany Zjednoczone |
|     | 3       | Nathalie Dechy              | Francja           |
|     | 3       | Mara Santangelo             | Włochy            |
|     | 3       | Flavia Pennetta             | Włochy            |
|     | 3       | Alisa Klejbanowa            | Rosja             |
|     | 3       | Hsieh Su-wei                | Chińskie Tajpej   |
|     | 3       | Peng Shuai                  | Chiny             |
|     | 3       | Chuang Chia-jung            | Chińskie Tajpej   |
|     | 3       | Nadia Pietrowa              | Rosja             |
| 5   | 2       | Wiktoryja Azaranka          | Białoruś          |
|     | 2       | Raquel Kops-Jones           | Stany Zjednoczone |
|     | 2       | Gisela Dulko                | Argentyna         |
|     | 2       | Lucie Hradecká              | Czechy            |
|     | 2       | Vania King                  | Stany Zjednoczone |
|     | 2       | Wolha Hawarcowa             | Białoruś          |
|     | 2       | Tacciana Puczak             | Białoruś          |
|     | 2       | Abigail Spears              | Stany Zjednoczone |
|     | 2       | Anna-Lena Grönefeld         | Niemcy            |
|     | 2       | Barbora Záhlavová-Strýcová  | Czechy            |
| 6   | 1       | Jarosława Szwiedowa         | Kazachstan        |
|     | 1       | Tamarine Tanasugarn         | Tajlandia         |
|     | 1       | Caroline Wozniacki          | Dania             |
|     | 1       | Wiera Zwonariowa            | Rosja             |
|     | 1       | Swietłana Kuzniecowa        | Rosja             |
|     | 1       | Amélie Mauresmo             | Francja           |
|     | 1       | Klaudia Jans                | Polska            |
|     | 1       | Alicja Rosolska             | Polska            |
|     | 1       | Sania Mirza                 | Indie             |
|     | 1       | Jekatierina Makarowa        | Rosja             |
|     | 1       | Anabel Medina Garrigues     | Hiszpania         |
|     | 1       | Virginia Ruano Pascual      | Hiszpania         |
|     | 1       | Sara Errani                 | Włochy            |
|     | 1       | Akgul Amanmuradova          | Uzbekistan        |
|     | 1       | Ai Sugiyama                 | Japonia           |
|     | 1       | Monica Niculescu            | Rumunia           |
|     | 1       | Alona Bondarenko            | Ukraina           |
|     | 1       | Kateryna Bondarenko         | Ukraina           |
|     | 1       | Julia Görges                | Niemcy            |
|     | 1       | Vladimíra Uhlířová          | Czechy            |
|     | 1       | Andrea Hlaváčková           | Czechy            |
|     | 1       | Renata Voráčová             | Czechy            |
|     | 1       | Yan Zi                      | Chiny             |
|     | 1       | Chan Yung-jan               | Chińskie Tajpej   |
|     | 1       | Francesca Schiavone         | Włochy            |
|     | 1       | Katarina Srebotnik          | Słowenia          |
|     | 1       | Lisa Raymond                | Stany Zjednoczone |
|     | 1       | Iveta Benešová              | Czechy            |
|     | 1       | Marija Kirilenko            | Rosja             |

### gra podwójna – klasyfikacja państw
| Lp. | Państwo           | Turnieje |
| 1   | Stany Zjednoczone | 23       |
| 2   | Hiszpania         | 16       |
| 3   | Rosja             | 10       |
| 4   | Włochy            | 8        |
| 5   | Chińskie Tajpej   | 7        |
|     | Czechy            | 7        |
| 6   | Białoruś          | 6        |
| 7   | Zimbabwe          | 5        |
| 8   | Francja           | 4        |
|     | Chiny             | 4        |
| 9   | Niemcy            | 3        |
| 10  | Polska            | 2        |
|     | Argentyna         | 2        |
|     | Ukraina           | 2        |
| 11  | Kazachstan        | 1        |
|     | Tajlandia         | 1        |
|     | Dania             | 1        |
|     | Indie             | 1        |
|     | Uzbekistan        | 1        |
|     | Japonia           | 1        |
|     | Rumunia           | 1        |
|     | Słowenia          | 1        |

### ogólna klasyfikacja tenisistek
| Lp. | Tenisistka                  | Singel | Debel | Mikst | Suma |
| 1   | María José Martínez Sánchez | 2      | 7     | 0     | 9    |
| 2   | Serena Williams             | 3      | 4     | 0     | 7    |
|     | Nuria Llagostera Vives      | 0      | 7     | 0     | 7    |
| 3   | Venus Williams              | 2      | 4     | 0     | 6    |
|     | Liezel Huber                | 0      | 5     | 1     | 6    |
| 4   | Wiktoryja Azaranka          | 3      | 2     | 0     | 5    |
|     | Flavia Pennetta             | 2      | 3     | 0     | 5    |
|     | Cara Black                  | 0      | 5     | 0     | 5    |
| 5   | Caroline Wozniacki          | 3      | 1     | 0     | 4    |
|     | Swietłana Kuzniecowa        | 3      | 1     | 0     | 4    |
| 6   | Dinara Safina               | 3      | 0     | 0     | 3    |
|     | Jelena Diemientjewa         | 3      | 0     | 0     | 3    |
|     | Wiera Zwonariowa            | 2      | 1     | 0     | 3    |
|     | Nathalie Dechy              | 0      | 3     | 0     | 3    |
|     | Mara Santangelo             | 0      | 3     | 0     | 3    |
|     | Bethanie Mattek-Sands       | 0      | 3     | 0     | 3    |
|     | Alisa Klejbanowa            | 0      | 3     | 0     | 3    |
|     | Hsieh Su-wei                | 0      | 3     | 0     | 3    |
|     | Peng Shuai                  | 0      | 3     | 0     | 3    |
|     | Chuang Chia-jung            | 0      | 3     | 0     | 3    |
|     | Nadia Pietrowa              | 0      | 3     | 0     | 3    |
|     | Anna-Lena Grönefeld         | 0      | 2     | 1     | 3    |
| 7   | Jelena Janković             | 2      | 0     | 0     | 2    |
|     | Szachar Pe’er               | 2      | 0     | 0     | 2    |
|     | Marion Bartoli              | 2      | 0     | 0     | 2    |
|     | Yanina Wickmayer            | 2      | 0     | 0     | 2    |
|     | Aravane Rezaï               | 2      | 0     | 0     | 2    |
|     | Amélie Mauresmo             | 1      | 1     | 0     | 2    |
|     | Anabel Medina Garrigues     | 1      | 1     | 0     | 2    |
|     | Tamarine Tanasugarn         | 1      | 1     | 0     | 2    |
|     | Francesca Schiavone         | 1      | 1     | 0     | 2    |
|     | Raquel Kops-Jones           | 0      | 2     | 0     | 2    |
|     | Gisela Dulko                | 0      | 2     | 0     | 2    |
|     | Lucie Hradecká              | 0      | 2     | 0     | 2    |
|     | Vania King                  | 0      | 2     | 0     | 2    |
|     | Wolha Hawarcowa             | 0      | 2     | 0     | 2    |
|     | Tacciana Puczak             | 0      | 2     | 0     | 2    |
|     | Abigail Spears              | 0      | 2     | 0     | 2    |
|     | Sania Mirza                 | 0      | 1     | 1     | 2    |
| 8   | Petra Kvitová               | 1      | 0     | 0     | 1    |
|     | Roberta Vinci               | 1      | 0     | 0     | 1    |
|     | Sabine Lisicki              | 1      | 0     | 0     | 1    |
|     | Alexandra Dulgheru          | 1      | 0     | 0     | 1    |
|     | Magdaléna Rybáriková        | 1      | 0     | 0     | 1    |
|     | Ágnes Szávay                | 1      | 0     | 0     | 1    |
|     | Sybille Bammer              | 1      | 0     | 0     | 1    |
|     | Andrea Petkovic             | 1      | 0     | 0     | 1    |
|     | Wiera Duszewina             | 1      | 0     | 0     | 1    |
|     | Kim Clijsters               | 1      | 0     | 0     | 1    |
|     | Melinda Czink               | 1      | 0     | 0     | 1    |
|     | Kimiko Date-Krumm           | 1      | 0     | 0     | 1    |
|     | Marija Szarapowa            | 1      | 0     | 0     | 1    |
|     | Samantha Stosur             | 1      | 0     | 0     | 1    |
|     | Timea Bacsinszky            | 1      | 0     | 0     | 1    |
|     | Jarosława Szwiedowa         | 0      | 1     | 0     | 1    |
|     | Klaudia Jans                | 0      | 1     | 0     | 1    |
|     | Alicja Rosolska             | 0      | 1     | 0     | 1    |
|     | Jekatierina Makarowa        | 0      | 1     | 0     | 1    |
|     | Virginia Ruano Pascual      | 0      | 1     | 0     | 1    |
|     | Sara Errani                 | 0      | 1     | 0     | 1    |
|     | Akgul Amanmuradova          | 0      | 1     | 0     | 1    |
|     | Ai Sugiyama                 | 0      | 1     | 0     | 1    |
|     | Monica Niculescu            | 0      | 1     | 0     | 1    |
|     | Alona Bondarenko            | 0      | 1     | 0     | 1    |
|     | Kateryna Bondarenko         | 0      | 1     | 0     | 1    |
|     | Julia Görges                | 0      | 1     | 0     | 1    |
|     | Vladimíra Uhlířová          | 0      | 1     | 0     | 1    |
|     | Andrea Hlaváčková           | 0      | 1     | 0     | 1    |
|     | Renata Voráčová             | 0      | 1     | 0     | 1    |
|     | Yan Zi                      | 0      | 1     | 0     | 1    |
|     | Chan Yung-jan               | 0      | 1     | 0     | 1    |
|     | Barbora Záhlavová-Strýcová  | 0      | 1     | 0     | 1    |
|     | Katarina Srebotnik          | 0      | 1     | 0     | 1    |
|     | Lisa Raymond                | 0      | 1     | 0     | 1    |
|     | Iveta Benešová              | 0      | 1     | 0     | 1    |
|     | Carly Gullickson            | 0      | 0     | 1     | 1    |

### ogólna klasyfikacja państw
| Lp. | Państwo           | Singel | Debel | Mikst | Suma |
| 1   | Stany Zjednoczone | 5      | 23    | 2     | 30   |
| 2   | Rosja             | 15     | 8     | 0     | 21   |
| 3   | Hiszpania         | 3      | 16    | 0     | 19   |
| 4   | Włochy            | 4      | 8     | 0     | 12   |
| 5   | Francja           | 5      | 4     | 0     | 9    |
|     | Białoruś          | 3      | 6     | 0     | 9    |
| 6   | Czechy            | 1      | 7     | 0     | 8    |
| 7   | Chińskie Tajpej   | 0      | 7     | 0     | 7    |
| 8   | Niemcy            | 2      | 2     | 1     | 5    |
|     | Zimbabwe          | 0      | 5     | 0     | 5    |
| 9   | Dania             | 3      | 1     | 0     | 4    |
|     | Chiny             | 0      | 4     | 0     | 4    |
| 10  | Belgia            | 3      | 0     | 0     | 3    |
| 11  | Serbia            | 2      | 0     | 0     | 2    |
|     | Węgry             | 2      | 0     | 0     | 2    |
|     | Izrael            | 2      | 0     | 0     | 2    |
|     | Tajlandia         | 1      | 1     | 0     | 2    |
|     | Rumunia           | 1      | 1     | 0     | 2    |
|     | Japonia           | 1      | 1     | 0     | 2    |
|     | Polska            | 0      | 2     | 0     | 2    |
|     | Argentyna         | 0      | 2     | 0     | 2    |
|     | Ukraina           | 0      | 2     | 0     | 2    |
|     | Indie             | 0      | 1     | 1     | 2    |
| 12  | Austria           | 1      | 0     | 0     | 1    |
|     | Australia         | 1      | 0     | 0     | 1    |
|     | Szwajcaria        | 1      | 0     | 0     | 1    |
|     | Kazachstan        | 0      | 1     | 0     | 1    |
|     | Uzbekistan        | 0      | 1     | 0     | 1    |
|     | Słowenia          | 0      | 1     | 0     | 1    |